# Pohrebîșce
Pohrebîșce (în ucraineană Погребище) este orașul raional de reședință al raionului Pohrebîșce din regiunea Vinnița, Ucraina. În afara localității principale, nu cuprinde și alte sate.

## Demografie
Componența lingvistică a orașului Pohrebîșce
     Ucraineană (98,72%)
     Rusă (1,19%)
     Alte limbi (0,07%)
Conform recensământului din 2001, majoritatea populației orașului Pohrebîșce era vorbitoare de ucraineană (98,72%), existând în minoritate și vorbitori de rusă (1,19%).